# Sługa dwóch panów
Sługa dwóch panów (wł. Il servitore di due padroni) – XVIII wieczna sztuka teatralna z gatunku commedia dell’arte autorstwa Carla Goldoniego.

## Treść
Historia dzieje się w XVIII-wiecznej Wenecji na tle karnawału i opiera się na perypetiach głównego bohatera Arlekina, który służąc dwóm panom sieje zamęt mieszając polecenia, zdradzając intymne sprawy swoich pryncypałów i komplikując tym bieg zdarzeń. Sztuka uchodzi za jedną z najlepszych z bogatego (ponad 200 różnych tekstów literackich) dorobku włoskiego komediopisarza.